# Даниїл (Нусіро)
Даниїл Нусіро (яп. 府主教ダニイル, в світі Ікуо Нусіро яп. イウダ 主代 郁夫, 5 вересня 1938 Тойохасі, Префектура Айті, Японія — 10 серпня 2023 Суруґадай, префектура Тійода, Токіо) — архієпископ Токійський, Митрополит усієї Японії (2000-2023).

## Біографія
Ікуо Йосіхара народився в православній родині в місті Тойохасі префектури Айті в Японії. Хрещений з ім'ям Іуда на честь апостола Іуди Тадея, брата Господнього.
У 1962 році закінчив факультет французької літератури Айтівського університету.
У 1965 році закінчив Токійську духовну семінарію. У 1968 році — Свято-Володимирську духовну академію в Нью-Йорку (США), де отримав ступінь магістра богослов'я. Між 1968 і 1969 роками працював у Свято-Володимирській духовній семінарії над своєю магистерською дисертацією: «Життя та богословська спадщина Миколи Кавасили».
У листопаді 1969 року в Токійському соборі Воскресіння Христового висвячений у сан диякона, у січні 1972 року — у сан пресвітера, призначений настоятелем храму апостола Матвія в Тойохасі.
Овдовів. Після смерті дружини прийняв її прізвище — Нусіро (主代).
14-15 червня 1999 року на нараді кліру Японської Православної Церкви був висунутий одним із трьох кандидатів в архієреї для представлення патріарху та Священному Синоду Російської Православної Церкви.
20 серпня 1999 року у Троїцькому соборі Троїце-Сергієвої лаври прийняв чернечий постриг із назвою імені Данило, на честь благовірного князя Данила Московського.
6 вересня 1999 року в Успенському соборі Московського Кремля патріархом Московським і всієї Русі Олексієм II зведений у сан ігумена.
6 жовтня того ж року ухвалою Священного Синоду визначено бути єпископом Кіотським.
11 листопада 1999 року у Троїцькому соборі Свято-Данилова монастиря у Москві архієпископом Калузьким і Боровським Климентом з благословення патріарха Московського і всієї Русі Алексія II зведений у сан архімандрита.
14 листопада 1999 року в Богоявленському кафедральному соборі хіротонізований на сан єпископа Кіотського і керуючого Західно-Японською єпархією Японської Автономної Православної Церкви Хіротонію звершували Патріарх Олексій II, митрополит Крутицький і Коломенський Ювеналій (Поярков), митрополит Смоленський і Калінінградський Кирило (Гундяєв), митрополит Волоколамський і Юр'ївський Питирим (Нєчаєв), архієпископ Істринський Арсеній (Єпіфанов), єпископ Філіппопольський Нифон (Сайкалі) (Антіохійський Патріархат), єпископ Бронницький Тихін (Ємельянов), єпископ Корсуньський Інокентій (Васильєв), єпископ Оріхово-Зуєвський Олексій (Фролов), єпископ Красногорський Сава (Волков) та єпископ Йокогамський Петро (Аріхара).
Після несподіваної хвороби єпископа Петра (Аріхара), благословленого зайняти Токійську митрополичу кафедру, Надзвичайним Помісним Собором Японської Автономної Церкви обрано новим предстоятелем Японської Автономної Церкви 6 травня 2000 року.
З 14 травня 2000 — митрополит Токійський і всієї Японії, предстоятель Автономної Японської православної церкви.
6 вересня 2003 року за внесок у поширення Православ'я в Японії нагороджений Орденом святого благовірного князя Данила Московського (І ступеня).
Здобув деяку популярність у Рунеті після того, як в інтернет-голосуванні за обрання нового патріарха серед мирян у січні 2009 року, в результаті флеш-мобу посідав перше місце, випереджаючи, зокрема, митрополита Смоленського та Калінінградського Кирила. Адміністрація сайту намагалася виправити ситуацію обнуленням голосів за Данила і виключенням його з-поміж кандидатів, пояснюючи такий високий рейтинг хакерською атакою. Ці дії викликали обурення тих, хто голосував і стали причиною підозр і звинувачень організаторів голосування у створенні сайту виключно з метою піару митрополита Кирила.
28 листопада 2017 року рішенням Священного Синоду Російської православної церкви, «беручи до уваги важливість участі в керівництві роботою Архієрейського Собору предстоятелів автономних та самоврядних частин Московського Патріархату», включений до складу Священного Синоду на час роботи Собору.
4 грудня 2017 року, незважаючи на те, що предстоятелі Японської церкви мають право носіння другої панагії, був повторно нагороджений правом носіння другої панагії, що було внесено до Статуту Російської православної церкви для наступних предстоятелів Японської православної церкви.
Помер 10 серпня 2023 року.